# Sâu keo
Sâu keo (Danh pháp khoa học: Spodoptera) là một chi bướm đêm thuộc họ Noctuidae. Ở giai đoạn biến thái hình sâu nhộng, chúng được xem là loài gây hại cho nông nghiệp.

## Các loài
Các loài gồm:
- Spodoptera abyssinia Guenée, 1852
- Spodoptera albula (Walker, 1857)
- Spodoptera androgea (Stoll, [1782])
- Spodoptera angulata (Gaede, 1935)
- Spodoptera apertura (Walker, 1865)
- Spodoptera cilium – Lawn Armyworm Guenée, 1852
- Spodoptera compta (Walker, 1869)
- Spodoptera connexa (Wileman, 1914)
- Spodoptera depravata (Butler, 1879)
- Spodoptera dolichos (Fabricius, 1794)
- Spodoptera eridania – (Stoll, 1782)
- Spodoptera evanida Schaus, 1914
- Spodoptera excelsa Rougeot & Laporte, 1983
- Spodoptera exempta – African Armyworm (Walker, [1857])
- Spodoptera exigua – Beet Armyworm (Hübner, [1808])
- Spodoptera fasciculata (Berio, 1973)
- Spodoptera frugiperda – Fall Armyworm (Smith, 1797)
- Spodoptera hipparis (Druce, 1889)
- Spodoptera latifascia – (Walker, 1856)
- Spodoptera littoralis – sâu lá bông châu Phi (Boisduval, 1833)
- Spodoptera litura – Sâu bướm lá Oriental (Fabricius, 1775)
- Spodoptera malagasy Viette, 1967
- Spodoptera marima (Schaus, 1904)
- Spodoptera mauritia (Boisduval, 1833)
- Spodoptera ochrea (Hampson, 1909)
- Spodoptera ornithogalli – Yellow-Striped Armyworm (Guenée, 1852)
- Spodoptera pecten Guenée, 1852
- Spodoptera pectinicornis – Water-Lettuce Moth (Hampson, 1895)
- Spodoptera peruviana (Walker, 1865)
- Spodoptera picta (Guérin-Méneville, [1838])
- Spodoptera praefica (Grote, 1875)
- Spodoptera pulchella (Herrich-Schäffer, 1868)
- Spodoptera roseae (Schaus, 1923)
- Spodoptera semiluna (Hampson, 1909)
- Spodoptera teferii Laporte, 194
- Spodoptera triturata (Walker, [1857])
- Spodoptera umbraculata (Walker, 1858)

## Hình ảnh

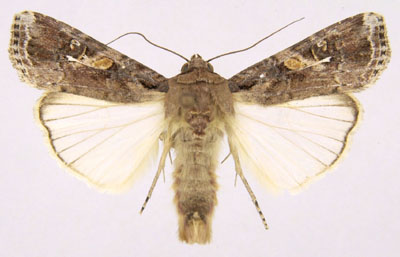
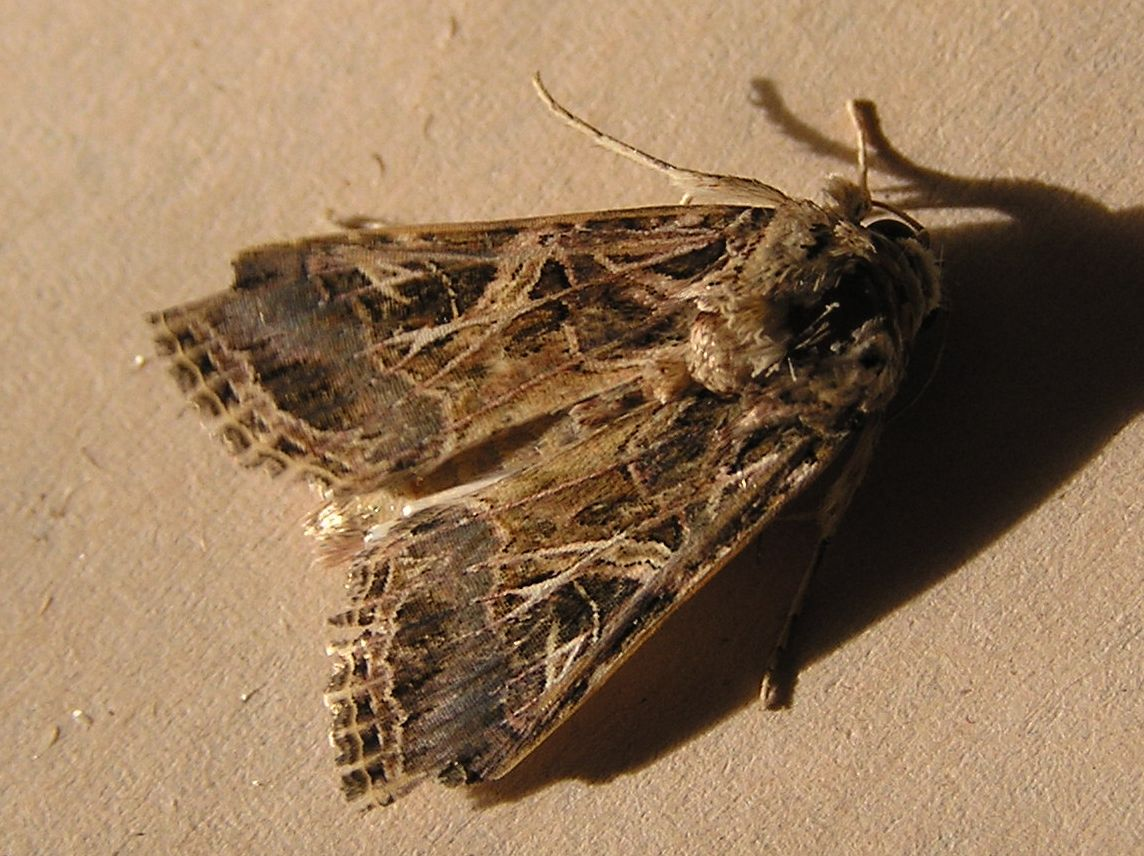
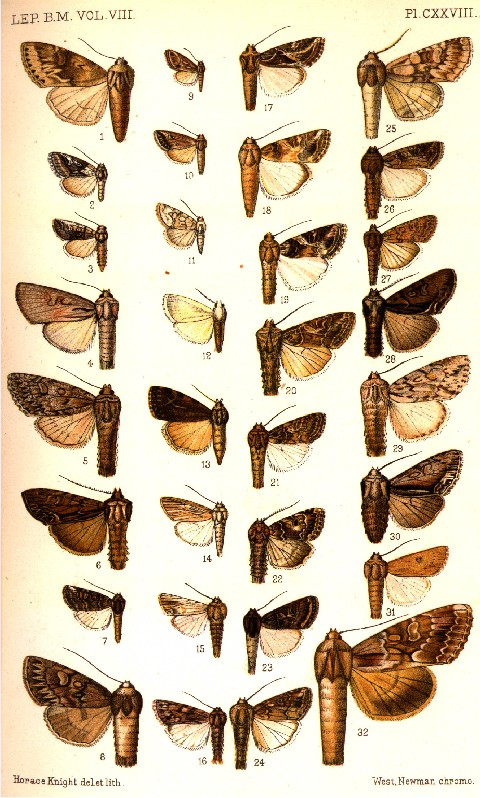
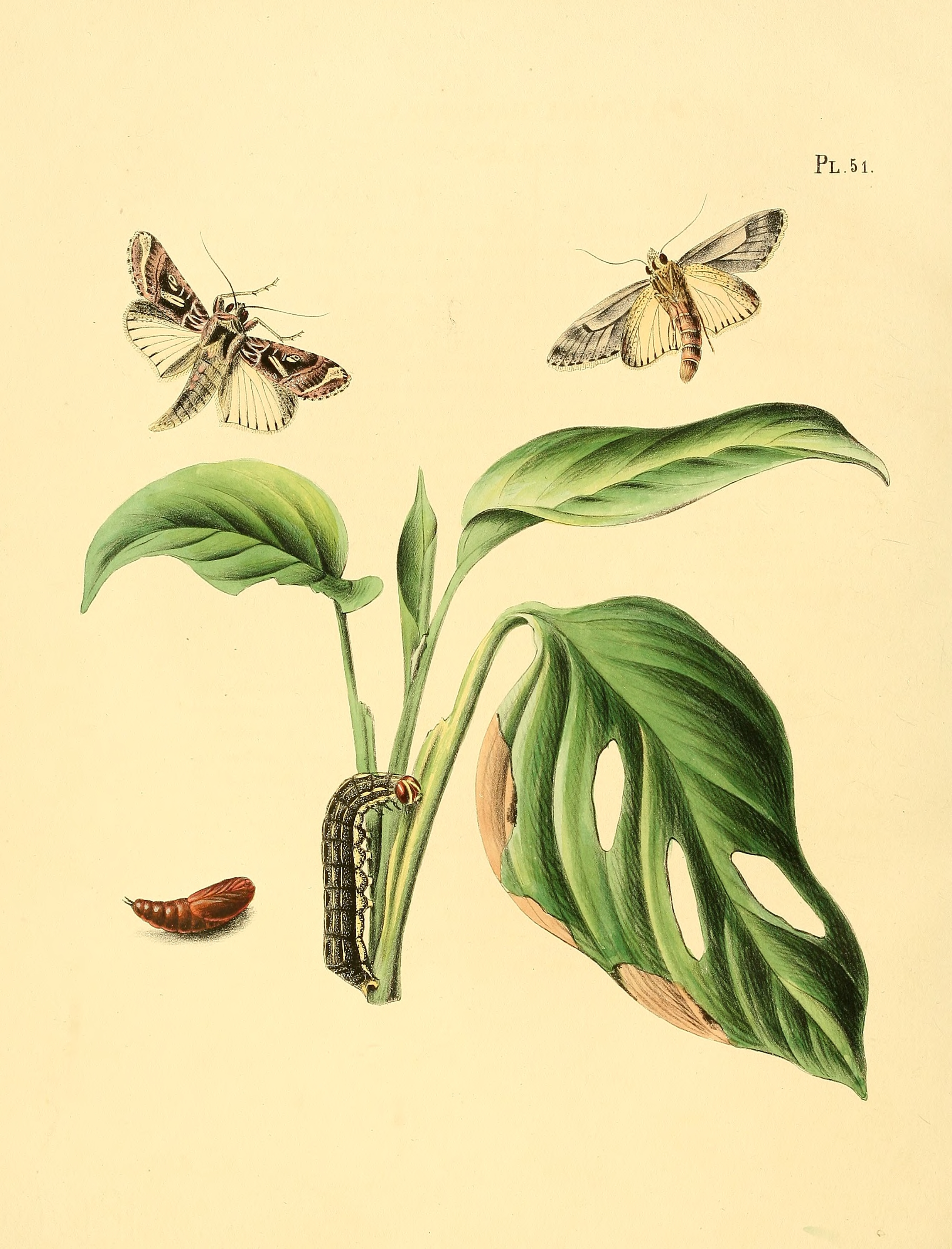